# Somatochlora lingyinensis
Somatochlora lingyinensis là loài chuồn chuồn trong họ Corduliidae. Loài này được Zhou & Wa mô tả khoa học đầu tiên năm 1979.